# Marumba indochinensis
Marumba indochinensis är en fjärilsart som beskrevs av Gehlen. 1933. Marumba indochinensis ingår i släktet Marumba och familjen svärmare. Inga underarter finns listade i Catalogue of Life.